# Halterina pulchella
Halterina pulchella är en insektsart som först beskrevs av Louis Albert Péringuey 1910.  Halterina pulchella ingår i släktet Halterina och familjen Nemopteridae. Inga underarter finns listade i Catalogue of Life.